# Cha Cha Twist!
Cha Cha Twist! è un singolo del cantautore italiano Riki, in collaborazione con la cantante italiana Lorella Cuccarini, pubblicato il 13 giugno 2025 come terzo estratto dal terzo album in studio Casabase.

## Descrizione
Il brano è scritto dallo stesso cantautore con Riccardo Scirè, che ha anche curato la produzione, e Tony Maiello e ha anticipato l'uscita dell'album Casabase, in uscita per il 2025.

## Promozione
Il 7 giugno 2025 gli artisti hanno eseguito il brano in anteprima live durante il festival musicale TIM Summer Hits in piazza del Popolo a Roma, poi trasmesso su Rai 1 il 13 giugno.

## Video musicale
Il video musicale, diretto da Pablo Papeltengo e Paolo Sponzilli e girato sulla spiaggia di Bahia Del Sol a Pesaro, è stato pubblicato il 20 giugno 2025 attraverso il canale YouTube del cantautore.

## Tracce
Testi e musiche di Riccardo Marcuzzo, Riccardo Scirè e Tony Maiello.
1. Cha Cha Twist! (feat. Lorella Cuccarini) – 3:02